# Spinosaurini
|  | Dieser Artikel wurde aufgrund von formalen oder inhaltlichen Mängeln in der Qualitätssicherung Biologie zur Verbesserung eingetragen. Dies geschieht, um die Qualität der Biologie-Artikel auf ein akzeptables Niveau zu bringen. Bitte hilf mit, diesen Artikel zu verbessern! Artikel, die nicht signifikant verbessert werden, können gegebenenfalls gelöscht werden. Lies dazu auch die näheren Informationen in den Mindestanforderungen an Biologie-Artikel. |

Die Spinosaurini sind eine Tribus theropoder Dinosaurier aus der späten Unter- und frühen Oberkreide Afrikas. Arden et al. beschrieben sie im Jahr 2018 und stellten sie innerhalb der Unterfamilie der Spinosaurinae in die Familie Spinosauridae. Zu den Spinosaurini gehören die Gattungen Spinosaurus und Sigilmassasaurus. Nach neueren Forschungen könnte es sich bei Sigilmassasaurus jedoch um ein Juniorsynonym von Spinosaurus handeln, damit wäre die Tribus Spinosaurini nur durch Spinosaurus repräsentiert und somit monotypisch.

## Zeitliches Auftreten
Die Mitglieder der Spinosaurini traten nach dem aktuellen Kenntnisstand während des Albiums der Unterkreide vor 112 Millionen Jahren erstmals auf und verschwanden während des Cenomaniums der Oberkreide, vor 93,5 Millionen Jahren, wieder. Sigilmassasaurus starb vor Spinosaurus aus.

## Merkmale

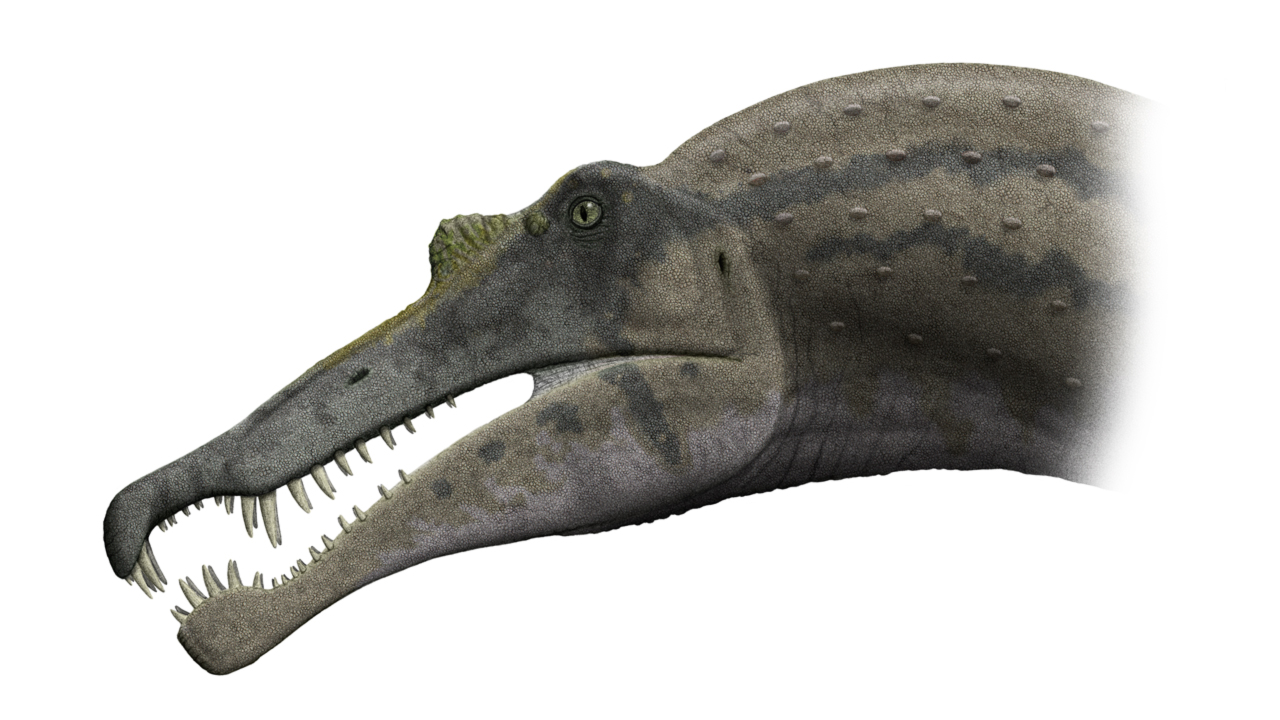
Schädelrekonstruktion von Spinosaurus, dem Namensgeber der Spinosaurini.

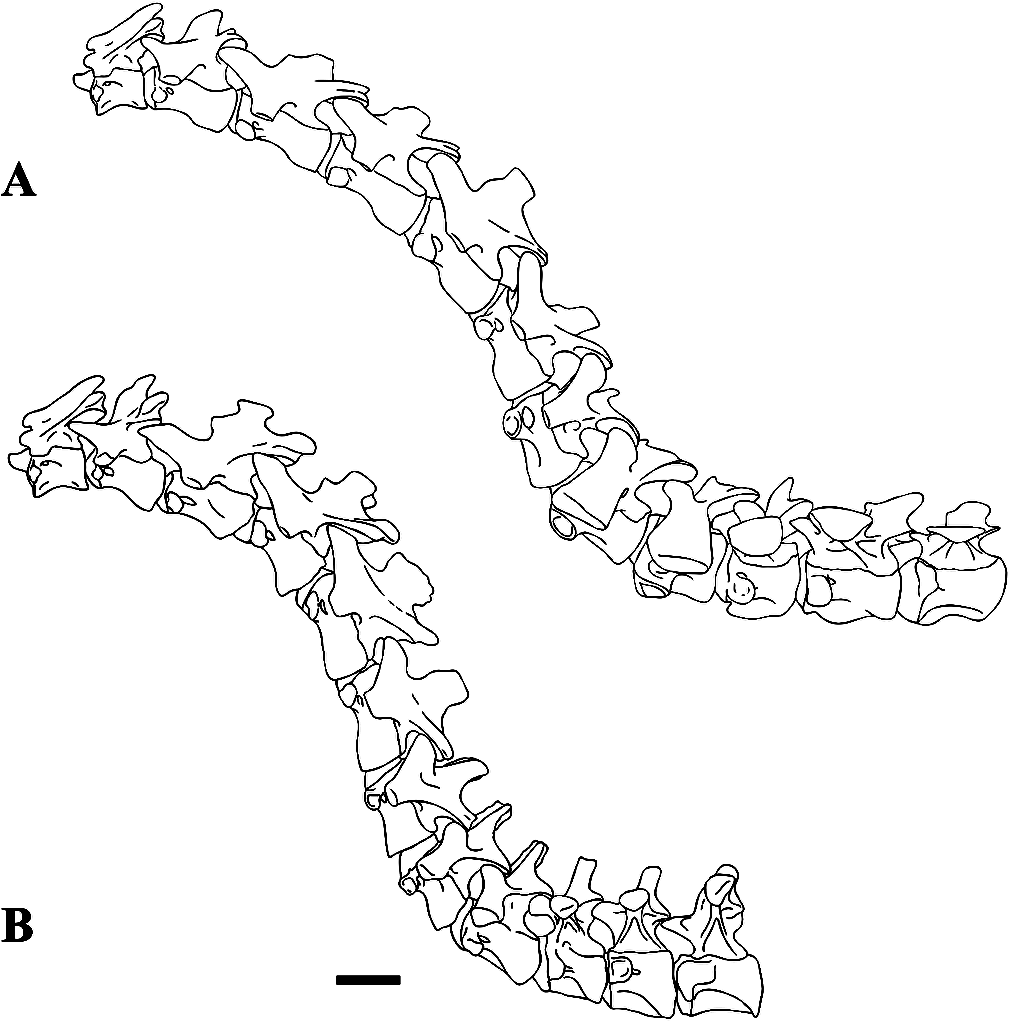
Die Nackenwirbel von Sigilmassasaurus, einem Vertreter der Spinosaurini, und Baryonyx im Vergleich. Hier wird der verlängerte Hals der Spinosaurini-Mitglieder sehr deutlich.

Alle Mitglieder dieser Gruppe verfügten über ein stark ausgeprägtes Rückensegel, von dem einige Wirbel bis zu 2 Meter Höhe erreichen konnten, so wie es bei Spinosaurus der Fall war. Des Weiteren war der Hals bei den Mitgliedern dieser Familie verlängert. Die Zähne der Mitglieder dieser Familie waren eher dünn, gerade und spitz, wodurch sie sich von den gezackten Zähnen der Carnosauria deutlich unterschieden. Diese Zähne waren geeignet, um Fische in Ufernähe in Flüssen zu erbeuten und sie festzuhalten. Außerdem waren die Hinterbeine dieser Raubdinosaurier verhältnismäßig kürzer als die der meisten anderen Theropoden.

## Lebensweise
Die Mitglieder der Spinosaurini waren wie alle Spinosauroidea Carnivoren (Fleischfresser). Meistens erbeuteten sie allerdings Fische in Ufernähe, indem sie im Wasser stehend auf die Fische warteten, welche sie anschließend mit ihren Kiefern packten, wobei ihre geraden, spitzen Zähne ihnen sehr zugutekamen, und trugen diese anschließend an Land, um den Kadaver mit ihren Klauen zu zerteilen. Für diese These spricht beispielsweise, dass Spinosaurini über Öffnungen für Nerven an der Schnauze verfügten, sodass sie nahende Fische durch deren elektrisches Feld wahrnehmen konnten.

## Systematik
Die Spinosaurini gehören zur Familie Spinosauridae in der sie wiederum der Unterfamilie der Spinosaurinae zugeordnet werden. Die Tribus enthält nach dem aktuellen Stand die Gattungen Spinosaurus und Sigilmassasaurus, sofern diese nicht konspezifisch sind. Als Schwestertaxon steht ihnen eine Klade gegenüber, die die beiden Gattungen Irritator und Oxalaia umfasst. Die Autoren definieren die Tribus als alle Spinosauriden umfassend, die näher mit Spinosaurus aegyptiacus als mit  Irritator challengeri oder Oxalaia quilimboensis verwandt sind.